# 帕特里克·麦卡锡
柏德列·理察·"柏迪"·麥卡菲（英語：Patrick Richard "Paddy" McCarthy，1983年5月31日—）在爱尔兰共和国首都都柏林出生，是一名職業足球員，司職後衛。

## 生平
2008年6月12日，英冠球會水晶宮從另一英冠球會查爾頓簽入麦卡锡，轉會費金額沒有公佈。
2012年7月27日，英冠球會水晶宮與球會隊長麦卡锡簽署一份新的三年合約。
2014年10月3日，英甲球會谢菲尔德联從英超球會水晶宮借入麦卡锡為期一個月。
2014年11月13日，麦卡锡再以借用身份効力英甲球會谢菲尔德联至2014年12月底。

## 榮譽
- 水晶宮年度金球：2009年；

## 外部連結
- 水晶宮官網簡歷
- 查爾頓官網簡歷
- 李斯特城官網簡歷
- 足球数据库：柏迪·麥卡菲的球员统计数据